# Ряшівський краєзнавчий музей

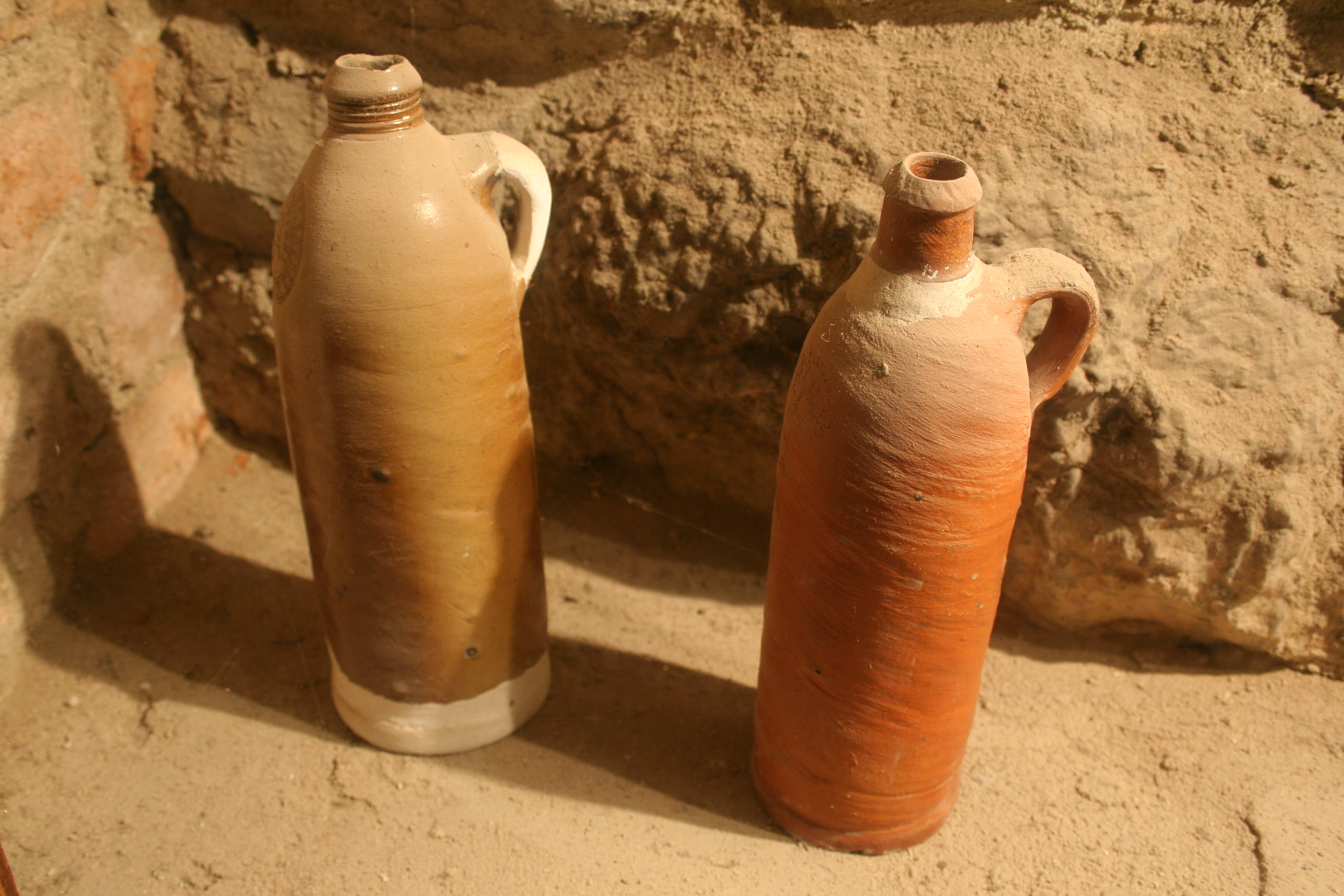
Глиняна кераміка в підземній експозиції

Ряшівський краєзнавчий музей (пол. Muzeum Okręgowe w Rzeszowie) — музей, що знаходиться в місті Ряшів  Підкарпатського воєводства, Польща. Зареєстрований в  Державному реєстрі музеїв. Головна будівля музею знаходиться на вулиці 3 травня, 19.
Музей було засновано в 1935 р. В даний час зібрання музею налічує близько 24 тис. експонатів. У будівлі на вулиці 3 травня знаходиться основна експозиція музею. У цьому будинку, побудованому за проектом архітектора Яна Цангера між 1644—1649 рр., раніше містився монастир чернечого ордену піарів, який проіснував в ньому з 1655 по 1784 рр. У 1695-1708-х роках будинок було перебудовано в стилі пізнього бароко за проектом архітектора Тильмана з Гамерену. Після закриття монастиря будівля використовувалася у світських цілях. У 30-і роки музей носив назву «Громадський інститут». C 1945 р. музей називався як «Музей міста Ряшіва», в 1951 р. був перейменований на «Краєзнавчий музей Ряшіва». З 1954 р. в будівлі знаходиться адміністрація музею. В даний час у головній будівлі на вулиці 3 травня містяться експозиції з археології, мистецтва, історії, музейна бібліотека та відділ консервації предметів мистецтва.
Найціннішою колекцією музею є зібрання під назвою «Галерея роду Домбських», яку було передано в дар місту. Одним із головних в експозиції музею є підземний туристичний маршрут, що проходить під площею Ринок. На цьому маршруті демонструються різні експонати, починаючи з XIV ст. і до  Другої світової війни.
До складу музею також входять філіальні відділи «Етнографічний музей», «Музей історії міста» і Біографічний музей  Юліана Пшибося в населеному пункті Гвозьніца-Дольна.

## Ресурси Інтернету
- Офіційна сторінка музе (пол.)
- Віртуальний Muzeum Okręgowe w Rzeszowie